# سنیکاپوک
سنیکاپوک (به انگلیسی: Senicapoc) با فرمول شیمیایی C20H15F2NO یک ترکیب شیمیایی با شناسه پاب‌کم 26985 است. که جرم مولی آن ۳۲۳٫۳۴ گرم بر مول می‌باشد. 